# Llista de monuments de Pont de Molins
Llista de monuments de Pont de Molins inclosos en l'Inventari del Patrimoni Arquitectònic Català per al municipi de Pont de Molins (Alt Empordà). Inclou els inscrits en el Registre de Béns Culturals d'Interès Nacional (BCIN) amb la classificació de monuments històrics i els Béns Culturals d'Interès Local (BCIL) de caràcter arquitectònic.
| Monument                                                                                                | Protecció    | Estil/època                                       | Localització                                                              | Coordenades                                          | Codi?         | Imatge |
| --- | ------------ | ------------------------------------------------- | ------------------------------------------------------------------------- | ---------------------------------------------------- | ------------- | --- |
| Castell de Molins, Torre d'en Bac                                                                       | BCIN 1283-MH | Romànic XI-XII                                    | Pont de Molins Riba dreta de la Muga                                      | 42° 18′ 50″ N, 2° 55′ 12″ E / 42.313835°N,2.919992°E | RI-51-0006030 | Castell de Molins (Pont de Molins) · Vegeu més fotos d'aquest monument · Carregueu una nova foto d'aquest monument                              |
| Castell de Montmarí                                                                                     | BCIN 1284-MH | Romànic XII                                       | Pont de Molins Veïnat de les Arugues                                      | 42° 18′ 59″ N, 2° 54′ 21″ E / 42.316519°N,2.905913°E | RI-51-0006031 | Castell de Montmarí (Pont de Molins) · Vegeu més fotos d'aquest monument · Carregueu una nova foto d'aquest monument                            |
| Església parroquial de Sant Sebastià de Molins                                                          | BCIL 2013    | Obra popular XVIII                                | Pont de Molins Pl. de l'Església                                          | 42° 18′ 57″ N, 2° 55′ 17″ E / 42.315735°N,2.921454°E | IPA-19982     | Església parroquial de Sant Sebastià de Molins (Pont de Molins) · Vegeu més fotos d'aquest monument · Carregueu una nova foto d'aquest monument |
| Casa Romaguera                                                                                          | BCIL 2013    | Obra popular XVIII                                | Pont de Molins Pl. de l'Església, Molins                                  | 42° 18′ 56″ N, 2° 55′ 16″ E / 42.315442°N,2.921005°E | IPA-19983     | Casa Romaguera (Pont de Molins) · Vegeu més fotos d'aquest monument · Carregueu una nova foto d'aquest monument                                 |
| Ca la Pastora                                                                                           | BCIL 2013    | Obra popular XVIII, XX                            | Pont de Molins Ctra. de les Escaules, Molins                              | 42° 18′ 52″ N, 2° 55′ 28″ E / 42.314406°N,2.924480°E | IPA-19984     | Ca la Pastora (Pont de Molins) · Vegeu més fotos d'aquest monument · Carregueu una nova foto d'aquest monument                                  |
| Canònica de Santa Maria del Roure, Santuari Santa Maria del Roure, Santuari de la Mare de Déu del Roure | BCIL 2013    | Barroc XVII                                       | Pont de Molins Camí de Biure, a 1 km al nord de Molins                    | 42° 19′ 27″ N, 2° 54′ 40″ E / 42.324263°N,2.911191°E | IPA-19985     | Canònica de Santa Maria del Roure (Pont de Molins) · Vegeu més fotos d'aquest monument · Carregueu una nova foto d'aquest monument              |
| Farinera de Sant Lluís                                                                                  | BCIL 2013    | Modernisme XX Inici                               | Pont de Molins Ctra. N-II                                                 | 42° 18′ 41″ N, 2° 55′ 58″ E / 42.311252°N,2.932866°E | IPA-19988     | Farinera de Sant Lluís (Pont de Molins) · Vegeu més fotos d'aquest monument · Carregueu una nova foto d'aquest monument                         |
| Pont Vell                                                                                               | BCIL 2013    | Obra popular XVIII                                | Pont de Molins A l'entrada del poble                                      | 42° 18′ 49″ N, 2° 55′ 44″ E / 42.313605°N,2.928956°E | IPA-19989     | Pont Vell (Pont de Molins) · Vegeu més fotos d'aquest monument · Carregueu una nova foto d'aquest monument                                      |
| Forn de la costa del Pont                                                                               |              | Obra popular XVIII                                | Pont de Molins A ponent de la costa del Pont                              | 42° 18′ 48″ N, 2° 55′ 25″ E / 42.313313°N,2.923684°E | IPA-19990     | Forn de la costa del Pont (Pont de Molins) · Vegeu més fotos d'aquest monument · Carregueu una nova foto d'aquest monument                      |
| Molí d'en Calvet, Hotel El Molí, el Molí d'en Romaguera                                                 | BCIL 2013    | Obra popular XVIII, XX Final                      | Pont de Molins Crta. de les Escaules                                      | 42° 19′ 06″ N, 2° 54′ 17″ E / 42.318392°N,2.904698°E | IPA-38816     | Molí d'en Calvet (Pont de Molins) · Vegeu més fotos d'aquest monument · Carregueu una nova foto d'aquest monument                               |
| Escoles, Escola Nacional, CEIP Tramuntana                                                               | BCIL 2013    | Obra popular Isidre Bosch Bataller XX (1933-1936) | Pont de Molins C. la Muga, 1                                              | 42° 18′ 53″ N, 2° 55′ 35″ E / 42.314666°N,2.926364°E | IPA-38877     | Escoles (Pont de Molins) · Vegeu més fotos d'aquest monument · Carregueu una nova foto d'aquest monument                                        |
| Casa al carrer del Pont, 10                                                                             | BCIL 2013    | Obra popular XIX Final                            | Pont de Molins C. del Pont, 10                                            | 42° 18′ 51″ N, 2° 55′ 46″ E / 42.314069°N,2.929447°E | IPA-39092     | Casa al carrer del Pont, 10 (Pont de Molins) · Vegeu més fotos d'aquest monument · Carregueu una nova foto d'aquest monument                    |
| Can Masnou                                                                                              | BCIL 2013    | Obra popular XIX                                  | Pont de Molins C. del Pont, 48                                            | 42° 18′ 55″ N, 2° 55′ 52″ E / 42.315146°N,2.931193°E | IPA-39114     | Can Masnou (Pont de Molins) · Vegeu més fotos d'aquest monument · Carregueu una nova foto d'aquest monument                                     |
| Casa al carrer del Pont, 20, Restaurant La Volta d'en Carles                                            | BCIL 2013    | Obra popular XIX Final                            | Pont de Molins C. del Pont, 20 (abans 16)                                 | 42° 18′ 52″ N, 2° 55′ 49″ E / 42.314371°N,2.930229°E | IPA-39208     | Casa al carrer del Pont, 20 (Pont de Molins) · Vegeu més fotos d'aquest monument · Carregueu una nova foto d'aquest monument                    |
| Mas d'en Sot                                                                                            | BCIL 2013    | Noucentisme XX Inici                              | Pont de Molins Ctra. N-II, km 761                                         | 42° 18′ 36″ N, 2° 56′ 05″ E / 42.310114°N,2.934663°E | IPA-39209     | Mas d'en Sot (Pont de Molins) · Vegeu més fotos d'aquest monument · Carregueu una nova foto d'aquest monument                                   |
| Casa Sagrera                                                                                            | BCIL 2013    | Obra popular XIX Final                            | Pont de Molins Pl. de la Constitució, 8                                   | 42° 18′ 55″ N, 2° 55′ 15″ E / 42.315311°N,2.920714°E | IPA-39210     | Casa Sagrera (Pont de Molins) · Vegeu més fotos d'aquest monument · Carregueu una nova foto d'aquest monument                                   |
| Molí-farinera d'en Jordà                                                                                | BCIL 2013    | Obra popular XIX                                  | Pont de Molins Ctra. GIV-5041 de les Escaules, km 1                       | 42° 19′ 00″ N, 2° 54′ 52″ E / 42.316774°N,2.914384°E | IPA-39211     | Molí-farinera d'en Jordà (Pont de Molins) · Vegeu més fotos d'aquest monument · Carregueu una nova foto d'aquest monument                       |
| Pont del Molí d'en Calvet                                                                               |              | Obra popular XVII                                 | Pont de Molins Ctra. GIV-5041 de les Escaules, km 2                       | 42° 19′ 07″ N, 2° 54′ 19″ E / 42.318703°N,2.905165°E | IPA-39212     | Pont del Molí d'en Calvet (Pont de Molins) · Vegeu més fotos d'aquest monument · Carregueu una nova foto d'aquest monument                      |
| Ca n'Amiel i Molins, Restaurant Amiel i Molins                                                          |              | Obra popular XIX Final                            | Pont de Molins C. Figueres, 1                                             | 42° 18′ 48″ N, 2° 55′ 45″ E / 42.313321°N,2.929132°E | IPA-39326     | Ca n'Amiel i Molins (Pont de Molins) · Vegeu més fotos d'aquest monument · Carregueu una nova foto d'aquest monument                            |
| Can Cufí, Casa Joaquim Figueras, Can Figueras Buach                                                     | BCIL 2013    | Obra popular XVIII Final                          | Pont de Molins C. de Molins, 34                                           | 42° 18′ 55″ N, 2° 55′ 18″ E / 42.315266°N,2.921685°E | IPA-39327     | Can Cufí (Pont de Molins) · Vegeu més fotos d'aquest monument · Carregueu una nova foto d'aquest monument                                       |
| Casa al carrer del Pont, 8                                                                              | BCIL 2013    | Obra popular XVIII Final                          | Pont de Molins C. del Pont, 8                                             | 42° 18′ 51″ N, 2° 55′ 46″ E / 42.314056°N,2.929356°E | IPA-39328     | Casa al carrer del Pont, 8 (Pont de Molins) · Vegeu més fotos d'aquest monument · Carregueu una nova foto d'aquest monument                     |
| Can Nei, Casa Volnei Comas                                                                              | BCIL 2013    | Obra popular XVIII, XIX Final                     | Pont de Molins Pl. de la Constitució, 1                                   | 42° 18′ 56″ N, 2° 55′ 16″ E / 42.315662°N,2.920975°E | IPA-39329     | Can Nei (Pont de Molins) · Vegeu més fotos d'aquest monument · Carregueu una nova foto d'aquest monument                                        |
| Cases al carrer Molins, 10 i 11                                                                         |              | Obra popular XVIII Final                          | Pont de Molins C. de Molins, 10 i 11                                      | 42° 18′ 57″ N, 2° 55′ 11″ E / 42.315814°N,2.919719°E | IPA-39330     | Cases al carrer Molins, 10 i 11 (Pont de Molins) · Vegeu més fotos d'aquest monument · Carregueu una nova foto d'aquest monument                |
| Rectoria                                                                                                | BCIL 2013    | Obra popular XVIII Final                          | Pont de Molins Pl. de l'Església                                          | 42° 18′ 57″ N, 2° 55′ 16″ E / 42.315775°N,2.921145°E | IPA-39331     | Rectoria (Pont de Molins) · Vegeu més fotos d'aquest monument · Carregueu una nova foto d'aquest monument                                       |
| Can Jordà                                                                                               | BCIL 2013    | Obra popular XVIII, XIX                           | Pont de Molins Pl. de la Constitució, 2                                   | 42° 18′ 56″ N, 2° 55′ 15″ E / 42.315626°N,2.920702°E | IPA-39332     | Can Jordà (Pont de Molins) · Vegeu més fotos d'aquest monument · Carregueu una nova foto d'aquest monument                                      |
| Forn de calç                                                                                            | BCIL 2013    | Obra popular XIX                                  | Pont de Molins Paratge de la Costa del Pont, pel camí dels Forns          | 42° 18′ 48″ N, 2° 55′ 42″ E / 42.313460°N,2.928276°E | IPA-39351     | Forn de calç (Pont de Molins) · Vegeu més fotos d'aquest monument · Carregueu una nova foto d'aquest monument                                   |
| Cementiri municipal                                                                                     | BCIL 2013    | Obra popular XIX                                  | Pont de Molins Veïnat de Molins, al costat de l'església de Sant Sebastià | 42° 18′ 56″ N, 2° 55′ 18″ E / 42.315618°N,2.921691°E | IPA-39466     | Cementiri municipal (Pont de Molins) · Vegeu més fotos d'aquest monument · Carregueu una nova foto d'aquest monument                            |
| Celler del Sindicat Agrícola Ricardell                                                                  |              | Obra popular XX                                   | Pont de Molins Ctra. NII, al nord de la població                          | 42° 19′ 17″ N, 2° 55′ 53″ E / 42.32147°N,2.93134°E   | IPA-40505     | Carregueu una nova foto d'aquest monument |
| Barraca de pedra seca al Pla del Roure 21                                                               | BCIL 2014    | Obra popular XIX-XX                               | Pont de Molins Pla del Roure                                              |                                                      | IPA-43624     | Carregueu una nova foto d'aquest monument |
| Barraca de pedra seca al Pla del Roure 23                                                               | BCIL 2014    | Obra popular XIX-XX                               | Pont de Molins Pla del Roure                                              |                                                      | IPA-43625     | Carregueu una nova foto d'aquest monument |
| Barraca de pedra seca al Pla del Roure 24                                                               | BCIL 2014    | Obra popular XIX-XX                               | Pont de Molins Pla del Roure                                              |                                                      | IPA-43626     | Carregueu una nova foto d'aquest monument |
| Barraca de pedra seca al Pla del Roure 26                                                               | BCIL 2014    | Obra popular XIX-XX                               | Pont de Molins Pla del Roure                                              |                                                      | IPA-43627     | Carregueu una nova foto d'aquest monument |
| Barraca de pedra seca al dipòsit d'aigua 36                                                             | BCIL 2014    | Obra popular XIX-XX                               | Pont de Molins Dipòsit d'aigua                                            |                                                      | IPA-43628     | Carregueu una nova foto d'aquest monument |
| Barraca de pedra seca al Mas del Cotó 47                                                                | BCIL 2014    | Obra popular XIX-XX                               | Pont de Molins Mas del Cotó                                               |                                                      | IPA-43629     | Carregueu una nova foto d'aquest monument |
| Barraca de pedra seca al Mas del Cotó 60                                                                | BCIL 2014    | Obra popular XIX-XX                               | Pont de Molins Mas del Cotó                                               |                                                      | IPA-43630     | Carregueu una nova foto d'aquest monument |
| Can Grida, antiga fàbrica de talc                                                                       | BCIL 2013    | Obra popular XIX                                  | Pont de Molins C. de la Muga, 4                                           | 42° 18′ 52″ N, 2° 55′ 36″ E / 42.31446°N,2.92670°E   | IPA-45921     | Carregueu una nova foto d'aquest monument |